# Игуманија Гликерија (Јањић)
Гликерија (световно Гордана Јањић; Вождовац, 30. децембар 1934) православна је монахиња и игуманија Манастира Ћелије.

## Биографија
Гликерија Јањић рођена је  30. децембра 1934. године у Београду. Управу над манастиром Ћелија 1962. године преузела је игуманија Гликерија (Јањић) Од тада Ћелије постају велико градилиште: поред народне трпезарије, подигнуте су црква Св. Јована Златоуста и гробљанска капелица, а 1991. реновирана је стара црква Св. архангела Михаила и Гаврила. Сестре манастира Ћелије су у ове послове улагале свој труд и рад, учествујући у изградњи свих објеката.
Игуманија Гликерија и њене сестре објавили су на десетине наслова, да би, као венац свега, почело издавање сабраних дела оца Јустина. Почетком последње деценије прошлог века, у Ваљеву основала је и духовну библиотеку "Отац Јустин Ћелијски".

## Игуманија манастира
Године 1962, управу над манастиром преузела је игуманија Гликерија (Јањић). Од тада Манастир Ћелије постају велико градилиште: поред народне трпезарије, подигнуте су црква Св. Јована Златоуста и гробљанска капелица, а 1991. реновирана је стара црква Св. архангела Михаила и Гаврила. Сестре манастира Ћелије су у ове послове улагале свој труд и рад, учествујући у изградњи свих објеката. Вадиле су песак и шљунак, правиле циглу. Молитвено правило је, међутим, без обзира на послове, обављано у целости.
Изграђен је је величанствени храм са три олтара, посвећених Светима Јустину Философу, Сави Српском и Марији Египатској. Поред храма, завршава се и конак за многобројне госте из иностранства, који долазе да се помоле пред моштима аве Јустина.
Мисионарство ћелијске обитељи нарочито се испољило у области издаваштва. Игуманија Гликерија и њене сестре објавили су на десетине наслова, да би, као венац свега, почело издавање сабраних дела оца Јустина, те нове светоотачке ризнице. Издања манастира Ћелије многима су помогла да, у тешко време духовне пустоши, нађу пут ка Христу. Игуманија Гликерија је, почетком последње деценије прошлог века, у Ваљеву основала духовну библиотеку „Отац Јустин Ћелијски“, у којој заинтересовани могу наћи душекорисне књиге.
У најтежим данима по српски народ, за време страшног рата деведесетих година XX века, ћелијско сестринство је непрестано бдило над својим многонапаћеним народом. Сестре су водиле децу из ратом захваћених подручја на летовање у грчке манастире, редовно обилазиле ратишта и рањенике у болницама, делиле лекове и храну потребитим. Неки пут је игуманија Гликерија са својим сестринством стизала и на прве линије фронта, делећи патњу и наду са својим народом, децом Светог Саве и Светих Николаја и Јустина.
Ћелијско дело је увек било и на трагу Светог владике Николаја. Владика Николај је нарочито мислио о деци сиромаха и деци без родитељског старања. У Битољу је 1935. године основао дечје хранилиште „Богдај”, на чијем челу је стајала Нада Аџић, потоња игуманија манастира Враћевшнице, Ана. У хранилишту су се налазила деца православне и муслиманске вероисповести (њима је давана храна у складу са исламским верским прописима.) Прилоге за „Богдај” обезбеђивао је народ, а помагале у и локалне власти. Било је и приложника са стране. Владика Николај је спевао химну „Богдаја”, коју су деца радо певала, и у којој су се налазили, између осталог, стихови: “Учимо се добри бити, / и свом роду користити.” Добротворима богдајским Николај Велимировић је говорио „кад пружају хлеб гладној деци, самоме Христу пружају. Када служе деци, самоме Христу служе. Кад госте децу, самога Христа госте.”
То је један од разлога због који су Ћелије, са својом игуманијом, решиле да отворе и један центар за пружање духовне милостиње деци Светога Саве која су се нашла на удару епохе бесмисла и лажи.
Њена сестра била је такође монахиња у Ћелијама, Антонина Јањић.